# Hieronymus Maletius
Hieronymus Maletius (auch Hieronymus Maeletius, Hieronimus Meletius, Hieronimus Maletzki; * 1525/1526 in Krakau, Polen; † 1583/1584 in Lyck in Masuren, Herzogtum Preußen) war ein preußischer Theologe, Drucker und herzoglich-preußischer Übersetzer und Dolmetscher für Polnisch und Russisch. 

## Leben
Hieronymus Maletius war ein Sohn des Theologen, Druckers und Übersetzers Johannes Maletius. Er studierte in Königsberg an der neueröffneten Albertina unter Rektor Georg Sabinus. In den Jahren 1546 bis 1552 war er Rektor (Lehrer) der Provinzialschule zu Lyck und war wie sein Vater Johannes Maletius als Drucker aktiv. 1547 begründete er die Partikularschule in Lyck. 1547 schrieb er dem Herzog von Preußen, fast vier Jahre habe er auf der Universität Königsberg verbracht und sein Geld verzehrt, nun sei er mittellos, daher habe er Königsberg verlassen, sich nach Lyck begeben und dort einen Unterricht mit Knaben begonnen, deren Zahl sich täglich mehrte. Er bat in seinem Schreiben um Gehaltserhöhung, da er wegen seiner lediglich zwölf Mark von den päpstlich Gesinnten ausgelacht werde, und um freien Tisch auf dem Schlosse. Er bot dafür an, die polnische und „ruthenische“ Korrespondenz für den Amtshauptmann zu führen. Während der Kirchenvisitation von 1549/1550 durch Bischof Paul Speratus, der schon Förderer seines Vaters war, lernte dieser Maletius schätzen mit der Folge, dass ihm für seine Tätigkeit zusätzlich dreißig Mark aus Kirchengeldern ausgezahlt wurden. 
Zu einem unbekannten Zeitpunkt wurde Maletius Diaconus in Neidenburg. Von 1552 bis 1567 war er Pfarrer in Pissanitzen. Er war die meiste Zeit jedoch aufgrund seiner Dienste für den Herzog abwesend. Im selben Jahr wurde er zum polnischen Dolmetscher des Herzogs Albrecht von Preußen in Königsberg berufen (1563 genannt als „Illustrissimi Principis Prussiae etc. interpres Polonicus“) und war außerdem mit verschiedenen herzoglichen Aufträgen in Polen tätig (Aug./Sept. 1555 Teilnahme an der Synode in Kozminek, wo über die drei verschiedenen reformatorischen Bekenntnisse disputiert wurde). 
1558 wurde er wieder genannt als Lehrer in Lyck („ludi literarii Lyccensis moderator“, die höhere Schule hieß lateinisch „ludus literarius“, eine lateinische Trivial-Schule), und war gleichzeitig Gehilfe seines Vaters als Buchdrucker in Lyck. Aus einem Brief dieses Jahres geht hervor, wie Vater und Sohn Gelder für ihren Betrieb beschafften; 1558 liehen sie sich von den Kirchengemeinden Lyck, Lissowen und Ostrokollen 40 Mark zur Herstellung eines polnischen Katechismus („pro edendis catechismis polonicis“). Das dafür notwendige Papier wurde in Danzig beschafft, Hieronymus erhielt dann 500 Exemplare und schaffte sie unter Lebensgefahr nach Posen, wo er sie aber nicht öffentlich verkaufen konnte und daher den Katechismus als Geschenk an „polnische evangelisch-gesinnte Große“ verteilte. In seinem Brief, in dem er dies schildert, bat er den Herzog um Erlass der nun den Kirchengemeinden geschuldeten 40 Mark – worauf ihn der Herzog an die Kirchengemeinden selbst verwies. 
1565 bis 1567 war Maletius Pfarrgehilfe in Lyck beim Vater und nach dessen Tod 1567 bis 1583 Pfarrer in Lyck. 1567 unterschrieb er noch als „pastor pisanicensis“ die Repitio corporis doctrinae prutensiae als 77. Seit dem 16. August 1578 war er Erzpriester in Lyck (Einführung durch Bischof Johannes Wigand). Damit erhielt er die Aufsicht über die Kirchen der Ämter Lyck, Johannisburg, Oletzko und zur Hälfte Rhein.
Maletius hatte mehrere Kinder.

## Wirken
Er setzte die Tätigkeit seines Vaters als Drucker und Schriftsteller fort und war wie dieser ein bedeutender Übersetzer der lutherischen Schriften ins Polnische. 1574 erschien seine polnisch geschriebene Postilla Domowa, die Hauspostille Martin Luthers, deren schöne Sprache von polnischen Literaturhistorikern in Polen hervorgehoben wird. Herzog Albrecht von Preußen hatte Maletius um 1567 den Auftrag erteilt, Luthers Hauspostille zu übersetzen, da die einzige bisherige Übersetzung sehr fehlerhaft war. 

## Schriften
- Martin Luther: Postilla Domowa. To yest: Kazania … przelozone przes Hieronima Maleckiego. Krolewiec 1574.
- Herausgabe des Werkes seines Vaters: Libellus de sacrificiis et idolatria Borussorum, Livonum aliarumque vicinarum gentium, ad clarissimum virum doctorem Georgium Sabinum illustrissimi principis Prussiae etc. consiliarium scriptus per Joannem Maletium. Regimonti 1563.